# 第4次安倍内閣
第4次安倍内閣（だいよじ あべないかく）は、衆議院議員、自由民主党総裁の安倍晋三が第98代内閣総理大臣に任命され、2017年（平成29年）11月1日から2018年（平成30年）10月2日まで続いた日本の内閣。
自由民主党と公明党による自公連立政権を形成する。

## 内閣の顔ぶれ・人事
2017年10月に行われた第48回衆議院議員総選挙において自民党は284議席、公明党は29議席を獲得し連立与党で衆議院の3分の2の議席を維持した。その結果安倍が引き続き首班を務めることが決定した。第4次内閣の発足は吉田茂による第4次吉田内閣（1952年）以来65年ぶりで、日本国憲法施行以後では2人目である。8月に発足した第3次安倍第3次改造内閣から3か月しかたっておらず、10月の総選挙に立候補した現職閣僚の落選者もいなかったことから前内閣の閣僚全員がそのまま再任され、副大臣、政務官、内閣官房副長官、内閣法制局長官、内閣総理大臣補佐官も全員再任されている（ただし、江﨑鐵磨沖縄･北方対策担当相は健康上の理由により2018年2月27日に辞任）。ただし担当事務の変更はあり、前内閣では松山政司（一億総活躍担当大臣）が兼務で担っていた男女共同参画担当の事務は、野田聖子（総務大臣）が兼務することになった。なお、閣僚のうち最高齢は前内閣と同じ麻生太郎副総理兼財務相の77歳、最年少は小此木八郎国家公安委員長の52歳。当選回数は、13回の麻生太郎が最多で、4回の齋藤健が最少だった。
所属政党・出身:
  自由民主党（細田派）   自由民主党（岸田派）   自由民主党（額賀→竹下派）   自由民主党（麻生派）   自由民主党（二階派）
  自由民主党（石原派）   自由民主党（谷垣G）   自由民主党（石破派）   自由民主党（無派閥）   公明党 
  中央省庁・民間

### 国務大臣
2017年（平成29年）11月1日任命。
| 職名 | 氏名       | 氏名 | 出身等                                   | 特命事項等                                                                                | 備考                   |
| --- | ---------- | ---- | ---------------------------------------- | ----------------------------------------------------------------------------------------- | ---------------------- |
| 内閣総理大臣                                                                                            | 安倍晋三   |      | 衆議院 自由民主党 （細田派）             |                                                                                           | 自由民主党総裁 再任    |
| 副総理 財務大臣 内閣府特命担当大臣 （金融）                                                             | 麻生太郎   |      | 衆議院 自由民主党 （麻生派）             | デフレ脱却担当 内閣総理大臣臨時代理 就任順位第1位（副総理）                               | 再任                   |
| 総務大臣 内閣府特命担当大臣 （男女共同参画） （マイナンバー制度）                                       | 野田聖子   |      | 衆議院 自由民主党 （無派閥）             | 女性活躍担当 内閣総理大臣臨時代理 就任順位第4位                                           | 再任                   |
| 法務大臣                                                                                                | 上川陽子   |      | 衆議院 自由民主党 （岸田派）             |                                                                                           | 再任                   |
| 外務大臣                                                                                                | 河野太郎   |      | 衆議院 自由民主党 （麻生派）             |                                                                                           | 再任                   |
| 文部科学大臣                                                                                            | 林芳正     |      | 参議院 自由民主党 （岸田派）             | 教育再生担当 国立国会図書館 連絡調整委員 内閣総理大臣臨時代理 就任順位第5位               | 再任                   |
| 厚生労働大臣 内閣府特命担当大臣 （拉致問題）                                                            | 加藤勝信   |      | 衆議院 自由民主党 （（額賀派→） 竹下派） | 働き方改革担当 拉致問題担当                                                               | 再任                   |
| 農林水産大臣                                                                                            | 齋藤健     |      | 衆議院 自由民主党 （石破派）             |                                                                                           | 再任                   |
| 経済産業大臣 内閣府特命担当大臣 （原子力損害賠償・ 廃炉等支援機構）                                     | 世耕弘成   |      | 参議院 自由民主党 （細田派）             | 産業競争力担当 ロシア経済分野協力担当 原子力経済被害担当                                  | 再任                   |
| 国土交通大臣                                                                                            | 石井啓一   |      | 衆議院 公明党                            | 水循環政策担当                                                                            | 再任                   |
| 環境大臣 内閣府特命担当大臣 （原子力防災）                                                              | 中川雅治   |      | 参議院 自由民主党 （細田派）             |                                                                                           | 再任                   |
| 防衛大臣                                                                                                | 小野寺五典 |      | 衆議院 自由民主党 （岸田派）             |                                                                                           | 再任                   |
| 内閣官房長官                                                                                            | 菅義偉     |      | 衆議院 自由民主党 （菅グループ）         | 沖縄基地負担軽減担当 内閣総理大臣臨時代理 就任順位第2位                                   | 再任                   |
| 復興大臣                                                                                                | 吉野正芳   |      | 衆議院 自由民主党 （細田派）             | 福島原発事故再生総括担当                                                                  | 再任                   |
| 国家公安委員会委員長 内閣府特命担当大臣 （防災）                                                        | 小此木八郎 |      | 衆議院 自由民主党 （無派閥）             | 国土強靱化担当                                                                            | 再任                   |
| 内閣府特命担当大臣 （沖縄及び北方対策） （消費者及び食品安全） （海洋政策）                             | 江﨑鐵磨   |      | 衆議院 自由民主党 （二階派）             | 領土問題担当                                                                              | 再任 2018年2月27日免   |
| 内閣府特命担当大臣 （沖縄及び北方対策） （消費者及び食品安全） （海洋政策）                             | 福井照     |      | 衆議院 自由民主党 （二階派）             | 領土問題担当                                                                              | 初入閣 2018年2月27日任 |
| 内閣府特命担当大臣 （少子化対策） （クールジャパン戦略） （知的財産戦略） （科学技術政策） （宇宙政策） | 松山政司   |      | 参議院 自由民主党 （岸田派）             | 一億総活躍担当 情報通信技術（IT）政策担当                                                 | 再任                   |
| 内閣府特命担当大臣 （経済財政政策）                                                                     | 茂木敏充   |      | 衆議院 自由民主党 （（額賀派→） 竹下派） | 経済再生担当 人づくり革命担当 社会保障・税一体改革担当 内閣総理大臣臨時代理 就任順位第3位 | 再任                   |
| 内閣府特命担当大臣 （地方創生） （規制改革）                                                            | 梶山弘志   |      | 衆議院 自由民主党 （無派閥）             | まち・ひと・しごと創生担当 行政改革担当 国家公務員制度担当                                | 再任                   |
| 国務大臣                                                                                                | 鈴木俊一   |      | 衆議院 自由民主党 （麻生派）             | 東京オリンピック・パラリンピック 競技大会担当                                             | 再任                   |

### 内閣官房副長官、内閣法制局長官
2017年（平成29年）11月1日任命。
| 職名           | 氏名       | 出身等                       | 備考               |
| -------------- | ---------- | ---------------------------- | ------------------ |
| 内閣官房副長官 | 西村康稔   | 衆議院／自由民主党（細田派） | 再任               |
| 内閣官房副長官 | 野上浩太郎 | 参議院／自由民主党（細田派） | 再任               |
| 内閣官房副長官 | 杉田和博   | 官僚（警察庁）               | 内閣人事局長／再任 |
| 内閣法制局長官 | 横畠裕介   | 内閣法制局                   | 再任               |

### 副大臣
2017年（平成29年）11月2日任命。
| 職名           | 氏名         | 出身等                                  | 備考                             |
| -------------- | ------------ | --------------------------------------- | -------------------------------- |
| 復興副大臣     | 土井亨       | 衆議院／自由民主党（細田派）            | 再任                             |
| 復興副大臣     | 浜田昌良     | 参議院／公明党                          | 再任                             |
| 復興副大臣     | 秋元司       | 衆議院／自由民主党（二階派）            | 内閣府、国土交通副大臣兼任／再任 |
| 内閣府副大臣   | 越智隆雄     | 衆議院／自由民主党（細田派）            | 再任                             |
| 内閣府副大臣   | 赤間二郎     | 衆議院／自由民主党（麻生派）            | 再任                             |
| 内閣府副大臣   | 松本文明     | 衆議院／自由民主党（細田派）            | 再任／2018年1月26日免            |
| 内閣府副大臣   | 田中良生     | 衆議院／自由民主党（無派閥）            | 2018年1月29日任                  |
| 内閣府副大臣   | 坂井学       | 衆議院／自由民主党（無派閥）            | 総務副大臣兼任／再任             |
| 内閣府副大臣   | 葉梨康弘     | 衆議院／自由民主党（岸田派）            | 法務副大臣兼任／再任             |
| 内閣府副大臣   | 水落敏栄     | 参議院／自由民主党（岸田派）            | 文部科学副大臣兼任／再任         |
| 内閣府副大臣   | 武藤容治     | 衆議院／自由民主党（麻生派）            | 経済産業副大臣兼任／再任         |
| 内閣府副大臣   | 秋元司       | 衆議院／自由民主党（二階派）            | 復興、国土交通副大臣兼任／再任   |
| 内閣府副大臣   | 伊藤忠彦     | 衆議院／自由民主党（二階派）            | 環境副大臣兼任／再任             |
| 内閣府副大臣   | 山本朋広     | 衆議院／自由民主党（二階派）            | 防衛副大臣兼任／再任             |
| 総務副大臣     | 奥野信亮     | 衆議院／自由民主党（細田派）            | 再任                             |
| 総務副大臣     | 坂井学       | 衆議院／自由民主党（無派閥）            | 内閣府副大臣兼任／再任           |
| 法務副大臣     | 葉梨康弘     | 衆議院／自由民主党（岸田派）            | 内閣府副大臣兼任／再任           |
| 外務副大臣     | 中根一幸     | 衆議院／自由民主党（細田派）            | 再任                             |
| 外務副大臣     | 佐藤正久     | 参議院／自由民主党（（額賀派→）竹下派） | 再任                             |
| 財務副大臣     | 上野賢一郎   | 衆議院／自由民主党（石原派）            | 再任                             |
| 財務副大臣     | 木原稔       | 衆議院／自由民主党（（額賀派→）竹下派） | 再任                             |
| 文部科学副大臣 | 丹羽秀樹     | 衆議院／自由民主党（麻生派）            | 再任                             |
| 文部科学副大臣 | 水落敏栄     | 参議院／自由民主党（岸田派）            | 内閣府副大臣兼任／再任           |
| 厚生労働副大臣 | 高木美智代   | 衆議院／公明党                          | 再任                             |
| 厚生労働副大臣 | 牧原秀樹     | 衆議院／自由民主党（谷垣G）             | 再任                             |
| 農林水産副大臣 | 礒崎陽輔     | 参議院／自由民主党（細田派）            | 再任                             |
| 農林水産副大臣 | 谷合正明     | 参議院／公明党                          | 再任                             |
| 経済産業副大臣 | 西銘恒三郎   | 衆議院／自由民主党（（額賀派→）竹下派） | 再任                             |
| 経済産業副大臣 | 武藤容治     | 衆議院／自由民主党（麻生派）            | 内閣府副大臣兼任／再任           |
| 国土交通副大臣 | 牧野京夫     | 参議院／自由民主党（（額賀派→）竹下派） | 再任                             |
| 国土交通副大臣 | 秋元司       | 衆議院／自由民主党（二階派）            | 復興、内閣府副大臣兼任／再任     |
| 環境副大臣     | 渡嘉敷奈緒美 | 衆議院／自由民主党（（額賀派→）竹下派） | 再任                             |
| 環境副大臣     | 伊藤忠彦     | 衆議院／自由民主党（二階派）            | 内閣府副大臣兼任／再任           |
| 防衛副大臣     | 山本朋広     | 衆議院／自由民主党（二階派）            | 内閣府副大臣兼任／再任           |

### 大臣政務官
2017年（平成29年）11月2日任命。
| 職名               | 氏名       | 出身等                                  | 備考                                 |
| ------------------ | ---------- | --------------------------------------- | ------------------------------------ |
| 復興大臣政務官     | 長坂康正   | 衆議院／自由民主党（麻生派）            | 内閣府大臣政務官兼任／再任           |
| 復興大臣政務官     | 新妻秀規   | 参議院／公明党                          | 内閣府、文部科学大臣政務官兼任／再任 |
| 復興大臣政務官     | 平木大作   | 参議院／公明党                          | 内閣府、経済産業大臣政務官兼任／再任 |
| 内閣府大臣政務官   | 村井英樹   | 衆議院／自由民主党（岸田派）            | 再任                                 |
| 内閣府大臣政務官   | 山下雄平   | 参議院／自由民主党（（額賀派→）竹下派） | 再任                                 |
| 内閣府大臣政務官   | 長坂康正   | 衆議院／自由民主党（麻生派）            | 復興大臣政務官兼任／再任             |
| 内閣府大臣政務官   | 小林史明   | 衆議院／自由民主党（岸田派）            | 総務大臣政務官兼任／再任             |
| 内閣府大臣政務官   | 山下貴司   | 衆議院／自由民主党（石破派）            | 法務大臣政務官兼任／再任             |
| 内閣府大臣政務官   | 新妻秀規   | 参議院／公明党                          | 復興、文部科学大臣政務官兼任／再任   |
| 内閣府大臣政務官   | 平木大作   | 参議院／公明党                          | 復興、経済産業大臣政務官兼任／再任   |
| 内閣府大臣政務官   | 簗和生     | 衆議院／自由民主党（細田派）            | 国土交通大臣政務官兼任／再任         |
| 内閣府大臣政務官   | 武部新     | 衆議院／自由民主党（二階派）            | 環境大臣政務官兼任／再任             |
| 内閣府大臣政務官   | 福田達夫   | 衆議院／自由民主党（細田派）            | 防衛大臣政務官兼任／再任             |
| 総務大臣政務官     | 小倉將信   | 衆議院／自由民主党（二階派）            | 再任                                 |
| 総務大臣政務官     | 山田修路   | 参議院／自由民主党（細田派）            | 再任                                 |
| 総務大臣政務官     | 小林史明   | 衆議院／自由民主党（岸田派）            | 内閣府大臣政務官兼任／再任           |
| 法務大臣政務官     | 山下貴司   | 衆議院／自由民主党（石破派）            | 内閣府大臣政務官兼任／再任           |
| 外務大臣政務官     | 岡本三成   | 衆議院／公明党                          | 再任                                 |
| 外務大臣政務官     | 堀井学     | 衆議院／自由民主党（細田派）            | 再任                                 |
| 外務大臣政務官     | 堀井巌     | 参議院／自由民主党（細田派）            | 再任                                 |
| 財務大臣政務官     | 今枝宗一郎 | 衆議院／自由民主党（麻生派）            | 再任                                 |
| 財務大臣政務官     | 長峯誠     | 参議院／自由民主党（細田派）            | 再任                                 |
| 文部科学大臣政務官 | 宮川典子   | 衆議院／自由民主党（麻生派）            | 再任                                 |
| 文部科学大臣政務官 | 新妻秀規   | 参議院／公明党                          | 復興、内閣府大臣政務官兼任／再任     |
| 厚生労働大臣政務官 | 田畑裕明   | 衆議院／自由民主党（細田派）            | 再任                                 |
| 厚生労働大臣政務官 | 大沼瑞穂   | 参議院／自由民主党（岸田派）            | 再任                                 |
| 農林水産大臣政務官 | 野中厚     | 衆議院／自由民主党（（額賀派→）竹下派） | 再任                                 |
| 農林水産大臣政務官 | 上月良祐   | 参議院／自由民主党（無派閥）            | 再任                                 |
| 経済産業大臣政務官 | 大串正樹   | 衆議院／自由民主党（谷垣G）             | 再任                                 |
| 経済産業大臣政務官 | 平木大作   | 参議院／公明党                          | 復興、内閣府大臣政務官兼任／再任     |
| 国土交通大臣政務官 | 秋本真利   | 衆議院／自由民主党（谷垣G）             | 再任                                 |
| 国土交通大臣政務官 | 高橋克法   | 参議院／自由民主党（麻生派）            | 再任                                 |
| 国土交通大臣政務官 | 簗和生     | 衆議院／自由民主党（細田派）            | 内閣府大臣政務官兼任／再任           |
| 環境大臣政務官     | 笹川博義   | 衆議院／自由民主党（（額賀派→）竹下派） | 再任                                 |
| 環境大臣政務官     | 武部新     | 衆議院／自由民主党（二階派）            | 内閣府大臣政務官兼任／再任           |
| 防衛大臣政務官     | 大野敬太郎 | 衆議院／自由民主党（無派閥）            | 再任                                 |
| 防衛大臣政務官     | 福田達夫   | 衆議院／自由民主党（細田派）            | 内閣府大臣政務官兼任／再任           |

### 内閣総理大臣補佐官
2017年（平成29年）11月1日任命。
| 職名 | 氏名       | 所属等                       | 備考             |
| --- | ---------- | ---------------------------- | ---------------- |
| 内閣総理大臣補佐官 （国家安全保障に関する重要政策担当）                                                                              | 薗浦健太郎 | 衆議院／自由民主党（麻生派） | 再任             |
| 内閣総理大臣補佐官 （ふるさとづくりの推進及び農林水産物の輸出振興担当）                                                              | 宮腰光寛   | 衆議院／自由民主党（岸田派） | 再任             |
| 内閣総理大臣補佐官 （教育再生、少子化、その他国政の重要課題担当）                                                                    | 衛藤晟一   | 参議院／自由民主党（二階派） | 再任             |
| 内閣総理大臣補佐官 （国土強靭化及び復興等の社会資本整備、地方創生、 健康・医療に関する成長戦略並びに科学技術イノベーション政策担当） | 和泉洋人   | 民間（国土交通省）           | 再任             |
| 内閣総理大臣補佐官 （政策企画担当）                                                                                                  | 長谷川榮一 | 民間（経済産業省）           | 内閣広報官／再任 |

## 勢力早見表
※ 内閣発足当初（前内閣の事務引継は除く）。
※ 内閣官房副長官（政務）は副大臣に含む。
※ 太字はいわゆる自民党五役。
※ 谷垣グループの所属議員は、他派閥と掛け持ちしている議員を含め衆参25名。
※ 無所属で自民党会派に所属する井上義行（細田派）、渡辺美知太郎（麻生派）を含む。
※ 慣例により形式的に派閥から離脱中の総理大臣、衆参議長、党幹部は派閥所属議員に含む。
| 名称   | 勢力 | 国務大臣 | 副大臣 | 政務官 | 補佐官 | その他 |
| ------ | ---- | -------- | ------ | ------ | ------ | --- |
| 細田派 | 97   | 4        | 7      | 7      | 0      | 参議院議長、総裁、参議院議員会長、幹事長代行、選挙対策委員長 国務大臣のべ6、副大臣・副長官のべ8、政務官のべ9 |
| 麻生派 | 61   | 3        | 3      | 4      | 1      | 衆議院議長、副総裁 国務大臣のべ4、副大臣・副長官のべ4、政務官のべ5                                           |
| 無派閥 | 56   | 4        | 2      | 2      | 0      | 国務大臣のべ8                                                                                                |
| 額賀派 | 55   | 2        | 5      | 3      | 0      | 総務会長、参議院幹事長 国務大臣のべ3                                                                         |
| 公明党 | 54   | 1        | 3      | 3      | 0      | 副大臣・副長官のべ7、政務官のべ7                                                                             |
| 岸田派 | 46   | 4        | 2      | 3      | 1      | 政務調査会長 国務大臣のべ8、副大臣・副長官のべ4、政務官のべ4                                                 |
| 二階派 | 44   | 1        | 3      | 2      | 1      | 幹事長 国務大臣のべ3、副大臣・副長官のべ7、政務官のべ3                                                       |
| 谷垣G  | 18   | 0        | 1      | 2      | 0      | |
| 石破派 | 20   | 1        | 0      | 1      | 0      | 政務官のべ2                                                                                                  |
| 石原派 | 12   | 0        | 1      | 0      | 0      | 国会対策委員長                                                                                               |
| -      | 463  | 20       | 25     | 29     | 3      | 国務大臣のべ34、副大臣・副長官のべ35、政務官のべ37                                                           |

## 内閣の動き

### 発足時
2017年（平成29年）11月1日、第48回衆議院議員総選挙での自公与党圧勝による第4次安倍内閣発足後の記者会見で、安倍首相はデフレ脱却のための大胆な税制、予算、規制改革、幼児教育無償化、社会保障改革などの新しい政策パッケージを策定することを表明した。また、日EU・EPAによる農林水産強化策を含む補正予算を編成する考えを示した。

### 内政

#### 質疑時間配分見直し
2017年10月27日、自民党の若手議員らが、慣例で「与党2割、野党8割」としてきた国会における質疑時間の配分について、与党議員の質問権が阻害されているとして与党分の拡大を要望した。安倍首相はこれを受け入れ、菅官房長官は好意的に受け止めた。11月10日、加計学園に関する文部科学委員会審議の質疑配分を巡る与野党協議において、与党は審議時間3時間、配分5対5を主張。野党は2対8の維持を求めた。協議の末、質疑時間の配分について、審議4時間、配分を「与党1・野党2」とし、今後の先例としないことで合意した。
時間配分について、麻生内閣時までは衆院において「与党4、野党6」が原則であったが、後の民主党政権下では小沢一郎民主党幹事長（当時）の「政府・与党の一元化」の考えのもと、自ら与党の時間削減を主導して与党への時間配分を1～2割に減らし、また政権交代後初の代表質問も見送っていた。当時の野党・自民党は「質問しない与党・民主党」の姿勢を批判し、大島理森自民党幹事長（当時）も「民主党の今後の方針を（国会で）発表する場がないということは、国会の充実した審議という意味において良いのか、疑問を感じている」と発言していた。
一方、日本と同じ議院内閣制を採用するドイツやイギリス、フランスにおいても、質問時間を野党に手厚く配分する点は共通するとの指摘がある。また、政府と与党は一体であることから、千葉商科大学特別客員准教授の田中信一郎氏は、与党1・野党2の比率について、与党＋政府と野党の時間を等倍とした場合、情報発信量としては与党が野党を上回ると指摘した。実際に衆議院の文科委質疑においては、大臣の答弁も与野党の質疑時間に含まれる（いわゆる「往復方式」である）ため、与党の発言時間は答弁を含めて61%、野党39%となった。
毎日新聞は、与党議員の質問機会が少ないとの主張について、2017年通常国会の質問主意書提出数が0件（全体で438件）であることを指摘し疑念を呈した。

#### 閣僚交代
2018年（平成30年）2月19日、江﨑鐵磨内閣府特命担当大臣が軽度の脳梗塞の疑いで検査入院、一過性脳虚血発作と診断され一時退院したものの再度入院したことで公務継続が難しいことから同月27日に辞任。後任に福井照が同日付で認証され、就任した。

#### 働き方改革
2018年（平成30年）4月6日に働き方改革関連法が第196回国会に提出され、6月29日の参議院本会議で可決、同年7月6日公布、翌2019年（平成31年）4月1日から施行された。

#### 災害対応
2018年6月下旬から7月上旬にかけて西日本を中心に発生した全国的な集中豪雨である平成30年7月豪雨について、内閣は7月14日の持ち回り閣議で、特定非常災害特別措置法に基づき、この豪雨による災害を政令で「特定非常災害」に指定することを決めた。「特定非常災害」には、これまで阪神・淡路大震災、新潟県中越地震、東日本大震災、熊本地震が指定されており、地震以外での指定はこれが初めてとなった。